# Arthur Honegger

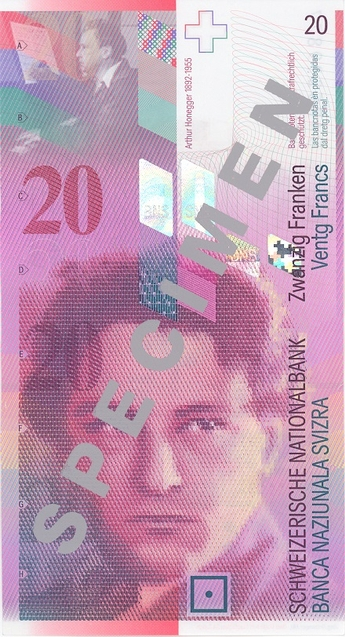
Honegger trên tờ tiền 20 franc Thụy Sĩ năm 1996.

Arthur Honegger (tiếng Pháp: [aʁtyʁ ɔnɛɡɛːʁ]; sinh ngày 10 tháng 3 năm 1892 tại Le Havre, mất ngày 27 tháng 11 năm 1955 tại Paris) là nhà soạn nhạc người Thụy Sĩ. Ông là một trong những nhà soạn nhạc nổi tiếng của thế kỷ 20.

## Cuộc đời và sự nghiệp
Arthur Honegger hồi nhỏ rất yêu thích âm nhạc. Khi có 10 tuổi, câu bé Honegger đã thử sáng tác Những sonate và có thể tự học lấy ký âm pháp, ít lâu sau thì theo học violin. Từ năm 1909 đến năm 1911, nhà soạn nhạc trẻ tuổi người Thụy Sĩ đến và sống tại Zurich, đồng thời học môn lý thuyết âm nhạc ở các nhạc viện địa phương. Sau khoảng thời gian đó, Honegger đến Pháp và bước chân vào cổng Nhạc viện Paris. Ở đây, Honegger có một người bạn và là người đồng nghiệp mới, Darius Milhaud, nhà soạn nhạc người Pháp cũng sinh năm 1892. Từ đây, tình bạn giữa hai người nảy nở và đó là một trong các nhân tố thúc đẩy sự xuất hiện của nhóm nhà soạn nhạc Les Six (Nhóm 6 người), một nhóm các nhà soạn nhạc chất Pháp cũng nổi bật không kém gì so với nhóm Hùng mạnh của Nga thời kỳ âm nhạc Lãng mạn. Những năm 1915-1917, Arthur Honegger sáng tác nhiều tác phẩm thanh nhạc dựa trên thơ ca Pháp hiện đại. Trong những tác phẩm này, Honegger thể hiện rõ mình chịu ảnh hưởng của Claude Debussy và Maurice Ravel, những nhà soạn nhạc của chủ nghĩa ấn tượng. Năm 1917, ông bắt đầu nổi tiếng với bản tứ tấu đàn dây. Sau chiến tranh thế giới thứ nhất, nhà soạn nhạc Thụy Sĩ gặp gỡ và kết bạn với một số nhà soạn nhạc của Pháp ngoài Milhaud. Những người bạn đó của Honegger chính là những thành viên bên cạnh Honegger và Milhaud của Nhóm 6 người. Năm 1926, Honegger nổi tiếng thế giới với vở thanh xướng kịch (oratorio) Vua David có đề tài xuất phát từ thánh thư. Năm 1936, ông gia nhập Liên đoàn âm nhạc nhân dân Pháp. Ông cùng Milhaud viết nhạc cho vở kịch nói Ngày 14 tháng 7 của Romain Rolland. Trong thời kỳ phát xít Đức chiếm nước Pháp, Honegger viết Khúc ca giải phóng. Ngoài ra, trong và sau Thế chiến II, Honegger nổi bật với các bản giao hưởng số 2 (1941), số 3 (1946) và số 5 (1950). Hai bản số 2 và 3 được gọi là "những bản giao hưởng chiến tranh". Đến năm 1953, sức khỏe của nhà soạn nhạc người Thụy Sĩ suy giảm và 2 năm sau ông qua đời tại thủ đô tráng lệ Paris.

## Phong cách sáng tác
Arthur Honegger đã tiệp bước thành công những người đàn anh Debussy và Ravel. Ông là một trong những nhà soạn nhạc danh tiếng của thế kỷ XX. Ông là nghệ sĩ chín chắn, nhiệt thành trong giới nghệ thuật hiện đại. Honegger học ở Bach, Handel, Beethoven và các nhà phức điệu người Pháp đi trước. Sau đây xin nói riêng về một số nét của một vài tác phẩm của Arthur Honegger:
- Vì là người thích miêu tả các thành thị nên ông viết tác phẩm Pacific 231. Khi nghe tác phẩm này, người ta có thể cảm nhận sự chóng mặt của thành thị, biểu hiện rõ nhất chính là sự điên dại của đầu máy xe lửa. Nó được biểu diễn rất thành công trong các phòng hòa nhạc Tây Âu.
- Bản oratorio Jeanne d'Arc trên dàn thiêu là một trong những bản thanh xướng kịch thành công nhất của Honegger. Trong tác phẩm này, ông đã đẩy sự kịch tính và ấn tượng ở nhiều đoạn nhạc.
- Bản giao hưởng số 2 của ông được hoàn thành vào năm 1941. Đây là bản giao hưởng dành cho dàn nhạc dây và kèn trumpet, thể hiện sự âu lo day dứt, suy tư của người nghệ sĩ về vận mệnh đất nước, đồng thời còn toát lên niềm tin chiến thắng.
- Bản giao hưởng số 3 được bắt đầu viết vào năm 1945 và hoàn thành vào năm 1946. Nó có cái tên Nghi lễ tôn giáo. Tác phẩm thể hiện nguy cơ chiến tranh và lòng khao khát hòa bình (điều này có cơ sở khi sau Thế chiến II, nguy cơ cuộc chiến tranh mới đang âm ỉ trong lòng chính trị thế giới, rõ nhất là mâu thuẫn giữa Mỹ và Liên Xô).
- Bản giao hưởng số 5 là bản giao hưởng có tên rất đặc biệt, Giao hưởng của 3 âm rê. Sở dĩ có cái tên này là vì ba chương đầu được viết ở điệu Rê, thể hiện một không khí ảm đạm, những sự tàn phá của chiến tranh và điềm gở trong tương lai về một cuộc chiến tranh (thật đúng với lịch sử: Chiến tranh lạnh bao trùm khắp thế giới, thể hiện rõ ở Chiến tranh Triều Tiên, Chiến tranh Việt Nam. Tuy nó đã kết thúc nhưng người ta vẫn lo lắng về Thế chiến III, lúc con người ta sử dụng vũ khí hạt nhân và lúc Trái Đất đến gần với sự tận thế).[2][3]

## Các tác phẩm
Arthur Honegger đã để lại cho âm nhạc cổ điển thế giới gần 200 tác phẩm, có thể kể tới vở opera-oratorio Judith (1925), vở opera Antigone (1927), Amphion, ballet-kịch nói melo cho người dẫn chuyện, giọng nam trung, 4 giọng nữ và hợp xướng và dàn nhạc (1929), Đại bàng con (sáng tác cùng Ibert - 1935); 9 vở ballet nổi bật có Những đôi vợ chồng cưới trên tháp Eiffel (sáng tác cùng các thành viên trong Nhóm 6 người), Tiếng gọi của núi (1945); vở oratorio Vua David (1921), Những tiếng thét của thế giới (1931); năm bản giao hưởng (1931, 1942, 1946, 1947, 1951); các tác phẩm cho dàn nhạc có concerto cho cello, Khúc nhạc đồng quê mùa hè (1920), Khúc hát niềm vui (1923), Pacific 231 (1923), Bóng bầu dục (1928), Chuyển động giao hưởng (1933), Xây dựng mộ t thành phố (sáng tác cùng Milhaud - 1937); ba bản tứ tấu đàn dây (1917, 1936, 1937); bản sonata cho piano và violin số 1 và 2, cho viola (1920); những bản romance, hợp xướng, nhạc cho phim, trong đó có Tội ác và trưng phạt, Đại úy Fracasse. Ngoài những tác phẩm âm nhạc trên, Honegger còn để lại cuốn sách Tôi-nhạc sĩ sáng tác (1951), Hồi âm (1953). Many of Honegger's recordings as conductor of his music have been reissued on CD by Pearl and Dutton.